# Стари Кошутњак
Стари Кошутњак је насеље у градској општини Раковица, у Београду.

## Кратак историјат
Првобитно име насеља је било Железничка колонија. Почетком 20-их година прошлог века, дирекција железница у Министарству саобраћаја, је покренула иницијативу за изградњу железничке колоније у долини Лисичијег потока, у Кошутњаку. Министарство железнице својим радницима помогло да добију кредите за куповину земљишта и бесплатно им превезло камен и бетонско гвожђе за изградњу кућа. Ту прилику је искористио велики број запослених почев од најсиромашнијих пружних радника па до високо позиционираних саветника и помоћника министара  За разлику од Старе Раковице, Кошутњак је веома рано имао урбану физиономију. Већ средином 30-их година 20. века то је лепо насеље, формираних и калдрмисаних улица, са претежно приземним, једноспратним кућама и лепим баштама. Од 1927. до 1936. године направљено је 120 кућа, планирана је градња цркве.

## Саобраћај
Кроз насеље пролазе линије аутобуса 42, која га повезује са Славијом у једном смеру, а у другом са насељем Петлово брдо, 34 који га повезује са Дедињем и железничком станицом Београд центар, и линија трамваја 3 који га повезује са насељем Кнежевац у једном смеру, а у другом са Славијом, Вуковим спомеником и Омладинским стадионом у другом. Непосредно близу насења пролазе и линије аутобуса 47 (Славија-Ресник), 48 (Миљаковац 3-Панчевачки мост), 59 (Славија-Петлово брдо), 50 (Устаничка (Вождовац)-Баново брдо), 94 (Нови Београд - Блок 45-Ресник - Едварда Грига), 54 (Макиш-Миљаковац 1).
У непосредној близини се налази и железничка станица у Раковици.

## Практични подаци

### Школе
Најближа школа ОШ „Ђура Јакшић” је у непосредној близини насеља, на Канаревом брду.

### Терени и паркови
Готово свака зграда је окружена одређеном парковском површином, а такође постоји неколико терена за кошарку, фудбал и тенис.

### Снабдевање
Снабдевање становника насеља се углавном врши из маркета из ланца Аман и Арома, али и са мање зелене пијаце Стари Кошутњак, као и мноштва мањих радњи.